# Cupa Mondială de Baschet Masculin din 2023 - Grupa I
Grupa I de la Cupa Mondială de Baschet Masculin din 2023 a fost o grupă din etapa a doua din cadrul Cupei Mondiale de Baschet Masculin din 2023 care și-a desfășurat meciurile la Araneta Coliseum, Quezon City, Filipine. Echipele din această grupă sunt cele care s-au clasat pe primele două locuri din grupele preliminare Grupa A și Grupa B. Echipele au jucat contra celorlalte două echipă din cealaltă grupă. După ce toate meciurile au fost jucate, primele două echipe din clasament s-au calificat în sferturile de finală, echipa de pe locul al treilea s-a clasat în zona locurilor 9-12, iar echipa de pe locul al patrulea s-a clasat în zona locurilor 13-16.

## Clasament
| Loc | Echipa               | MJ | V | Î | PM  | PP  | PD   | Pct | Calificare           |
| --- | -------------------- | -- | - | - | --- | --- | ---- | --- | -------------------- |
| 1   | Italia               | 5  | 4 | 1 | 404 | 370 | +34  | 9   | Sferturile de finală |
| 2   | Serbia               | 5  | 4 | 1 | 502 | 380 | +122 | 9   | Sferturile de finală |
| 3   | Puerto Rico          | 5  | 3 | 2 | 444 | 449 | −5   | 8   |                      |
| 4   | Republica Dominicană | 5  | 3 | 2 | 425 | 444 | −19  | 8   |                      |

1. 1 2  Serbia 76–78 Italia
2. 1 2  Republica Dominicană 97–102 Puerto Rico

## Meciuri

### Serbia vs. Italia
| 1 septembrie 2023 16:00 |

| Boxscore |

| Serbia                                                 | 76–78 | Italia                                             |
| Scorul pe sferturi: 19–23, 23–17, 20–19, 14–19         |       |                                                    |
| Pt: Bogdanović 18 Rec: Milutinov 12 Pase: Bogdanović 4 |       | Pt: Fontecchio 30 Rec: Fontecchio 7 Pase: Pajola 6 |

### Republica Dominicană vs. Puerto Rico
| 1 septembrie 2019 20:00 |

| Boxscore |

| Republica Dominicană                           | 97–102 | Puerto Rico                                        |
| Scorul pe sferturi: 12–17, 33–28, 29–24, 23–33 |        |                                                    |
| Pt: Towns 39 Rec: Towns 10 Pase: Feliz 8       |        | Pt: Waters 37 Rec: trei jucători 7 Pase: Waters 11 |

### Italia vs. Puerto Rico
| 3 septembrie 2019 16:00 |

| Boxscore |

| Italia                                                       | 73–57 | Puerto Rico                                 |
| Scorul pe sferturi: 25–15, 14–21, 12–11, 22–10               |       |                                             |
| Pt: Ricci, Tonut 15 Rec: Fontecchio, Melli 12 Pase: Pajola 9 |       | Pt: Waters 13 Rec: Piñeiro 7 Pase: Waters 9 |

### Republica Dominicană vs. Serbia
| 8 septembrie 2019 20:00 |

| Boxscore |

| Republica Dominicană                           | 79–112 | Serbia                                             |
| Scorul pe sferturi: 15–29, 20–27, 18–31, 26–25 |        |                                                    |
| Pt: Towns 25 Rec: Towns 7 Pase: Montero 4      |        | Pt: Bogdanović 20 Rec: S. Jović 6 Pase: S. Jović 7 |